# Bogenhonorar
Das Bogenhonorar ist eine spezielle Form der Vergütung für Autoren. Das Honorar richtet sich in diesem Fall nach der Anzahl der Druckbogen (1 Bogen = 8 beidseits bedruckte Blatt = 16 Seiten Text). Dabei werden Titelei, Textabbildungen und Register in die Höhe des Honorars einbezogen. Bei Vertragsabschluss muss anhand einer Probeseite die Ausführung des  Satzes  festgelegt werden. Das Bogenhonorar kann frühestens nach abgeschlossenem Umbruch angefordert werden. Bei einer erweiterten Neuauflage ist das Bogenhonorar erneut festzusetzen. 